# Festival RTP: A Melhor Canção de Sempre
O Festival RTP: A Melhor Canção de Sempre" foi um programa, emitido em no princípio de 2009, em que se pretendia escolher a melhor canção de sempre vencedora do Festival RTP da Canção. A vencedora foi "Senhora do Mar (Negras Águas)", interpretada por Vânia Fernandes.
O programa foi composto por 4 semifinais, e uma grande final. A cada semifinal eram eleitas três canções, culminando na final, um grande programa cheio de emoções. Todas as galas tiveram votação 100% do público.

## 1ª Semifinal
As canções a Negrito foram apuradas para a Grande Final.

1989 - "Conquistador" - Da Vinci
1971 - "Menina do Alto da Serra" - Tonicha
1979 - "Sobe Sobe Balão Sobe" - Manuela Bravo
1966 - "Ele e Ela" - Madalena Iglésias
1994 - "Chamar a Música" - Sara Tavares
1964 - "Oração" - António Calvário
2005 - "Amar" - 2B
1988 - "Voltarei" - Dora
1999 - "Como Tudo Começou" - Rui Bandeira
2007 - "Dança Comigo (Vem Ser Feliz)" - Sabrina
1977 - "Portugal no Coração" - Os Amigos

## 2ª Semifinal
As canções a Negrito foram apuradas para a Grande Final.

1981 - "Playback" - Carlos Paião
1969 - "Desfolhada Portuguesa" - Simone de Oliveira
1992 - "Amor D'Água Fresca" - Dina
1967 - "O vento mudou" - Eduardo Nascimento
2008 - "Senhora do Mar" - Vânia Fernandes
1975 - "Madrugada" - Duarte Mendes
1985 - "Penso em ti (eu sei)" - Adelaide Ferreira
2004 - "Foi Magia" - Sofia Vitória
2003 - "Deixa-me Sonhar (só mais uma vez)" - Rita Guerra
1987 - "Neste Barco à Vela" - Duo Nevada
1996 - "O meu coração não tem cor" - Lúcia Moniz

## 3ª Semifinal
As canções a Negrito foram apuradas para a Grande Final.

1982 - "Bem Bom" - Doce
1991 - "Lusitana Paixão" - Dulce Pontes
1968 - "Verão" - Carlos Mendes
1990 - "Sempre (Há Sempre Alguém)" - Nucha
2000 - "Sonhos Mágicos" - Liana
1976 - "Uma flor de verde pinho" - Carlos do Carmo
2006 - "Coisas de Nada" - Nonstop
1984 - "Silêncio e Tanta Gente" - Maria Guinot
1995 - "Baunilha e Chocolate" - Tó Cruz
1970 - "Onde vais rio que eu canto" - Sérgio Borges
1974 - "E Depois do Adeus" - Paulo de Carvalho

## 4ª Semifinal
As canções a Negrito foram apuradas para a Grande Final.

1986 - "Não Sejas Mau Para Mim" - Dora
1983 - "Esta Balada Que Te Dou" - Armando Gama
1973 - "Tourada" - Fernando Tordo
1993 - "A Cidade (Até Ser Dia)" - Anabela
2001 - "Eu Só Sei Ser Feliz Assim" - MTM
1965 - "Sol De Inverno" - Simone de Oliveira
1978 - "Dai Li Dou" - Gemini
1997 - "Antes Do Adeus" - Célia Lawson
1972 - "A Festa Da Vida" - Carlos Mendes
1998 - "Se Eu Te Pudesse Abraçar" - Alma Lusa
1980 - "Um Grande, Grande Amor" - José Cid

## Grande Final
Na Grande Final, os telespectadores portugueses elegeram "Senhora do Mar (Negras Águas)" de Vânia Fernandes como A Melhor Canção de Sempre.

1981 - "Playback" - Carlos Paião
1969 - "Desfolhada Portuguesa" - Simone de Oliveira
1971 - "Menina do Alto da Serra" - Tonicha
1991 - "Lusitana Paixão" - Dulce Pontes
1973 - "Tourada" - Fernando Tordo
1994 - "Chamar a música" - Sara Tavares
2008 - "Senhora do Mar" - Vânia Fernandes
1964 - "Oração" - António Calvário
1965 - "Sol De Inverno" - Simone de Oliveira
1984 - "Silêncio e Tanta Gente" - Maria Guinot
1974 - "E Depois do Adeus" - Paulo de Carvalho
1980 - "Um Grande, Grande Amor" - José Cid

## Intérpretes
- Mariana Norton
- Teresa Radamanto
- Gonçalo Medeiros
- Rui Drummond